# Lundbeck
H. Lundbeck A/S (bekannt unter Lundbeck) ist ein dänisches Pharmazieunternehmen mit Firmensitz in Kopenhagen. Das Unternehmen war zeitweise im Aktienindex OMX Copenhagen 20 gelistet. Lundbeck produziert verschiedene Pharmazieprodukte  und verfügt in den Indikationen Schizophrenie, Depressionen, Parkinson-Krankheit und Schlafstörungen international über bedeutende Marktanteile.

## Geschichte
Das Unternehmen wurde am 14. August 1915 von Hans Lundbeck gegründet. Damals war es noch eine Handelsfirma, die mit Keksen, Konfekt, Süßstoffen, Alufolie, Kameras, Fotopapier usw. handelte und Staubsauger vermietete.
Lundbeck erschloss sich den pharmazeutischen Markt 1924, indem das Unternehmen Medikamente und kosmetische Artikel von Gesellschaften mit Sitz in anderen europäischen und amerikanischen Ländern importierte. Gegen Ende 1930 begann Lundbeck mit der Produktion eigener Arzneiprodukte und gründete eine eigene Forschungsabteilung. Es wurde auch in der Zeit des Zweiten Weltkrieges produziert, obwohl die Produktion wegen des Fehlens von Rohstoffen begrenzt blieb.
Nach 1945 expandierte Lundbeck und wurde zu einem großen internationalen pharmazeutischen Unternehmen mit Schwerpunkt auf der Herstellung von Medikamenten zur Behandlung von psychischen Funktionsstörungen und Krankheiten des zentralen Nervensystems. 2007 beliefen sich die Betriebseinnahmen auf 1,47 Milliarden Euro.
2009 vervollständigte Lundbeck seine Geschäftstätigkeit mit dem Erwerb von Ovation Pharmaceuticals, einem führenden US-amerikanischen biopharmazeutischen Unternehmen, das im Jahr 2000 von Jeffrey Aronin und E. Bernstein gegründet worden war.

## Portfolio
Kernprodukte sind Aripiprazol, Vortioxetin, Droxidopa, Clobazam und Brexpiprazol.
Lundbeck produziert auch Pentobarbital  (Handelsname Nembutal) und hat die ausschließliche Lizenz zur Herstellung von Pentobarbital in den USA. Dieses Arzneimittel wurde von den USA zur Substitution für Thiopental zur Hinrichtung von Gefangenen, die zum Tod verurteilt wurden, ausgewählt, obwohl Lundbeck diese Nutzung nicht erlaubt.